# Czarna Wieś Kościelna
Czarna Wieś Kościelna is een plaats in het Poolse district  Białostocki, woiwodschap Podlachië. De plaats maakt deel uit van de gemeente Czarna Białostocka en telt 630 inwoners.